# Inmaculada Concepción niña (Zurbarán)
Inmaculada Concepción niña es el tema de un cuadro de Francisco de Zurbarán, realizado en el año 1656, que consta con el número 248 en el catálogo razonado y crítico, realizado por la historiadora del arte Odile Delenda, especializada en este artista. 

## Introducción
En la exposición Zurbarán de 1905, este lienzo fue presentado como la primera obra conocida de dicho artista, fechada en 1616. Esta datación fue aceptada por Consuelo Sanz Pastor y se mantuvo hasta la exposición de 1987-1988. Ello era debido a que se había repintado un 1 sobre el 5 de la fecha 16S6 —autógrafa del pintor—. En aquella época, el número 5 solía representarse con forma de S, posteriormente confundida con un 1, debido a una restauración defectuosa. Algunos especialistas, como Diego Angulo Íñiguez y José Gudiol expresaron dudas acerca de esta datación temprana, por razones estilísticas. Por otra parte, la singular iconografía de esta obra era imposible en una fecha tan primeriza en el corpus de Zurbarán. Debemos a Jeannine Baticle la demostración de que esta obra fue realizada en 1656.
En las últimas Inmaculadas, Zurbarán concede poca relevancia a los símbolos de las letanías lauretanas, que suelen aparerecer difuminadas entre las nubes o en el paisaje. En esta obra, prescinde de dichos atributos marianos, lo cual confirma una datación tardía.

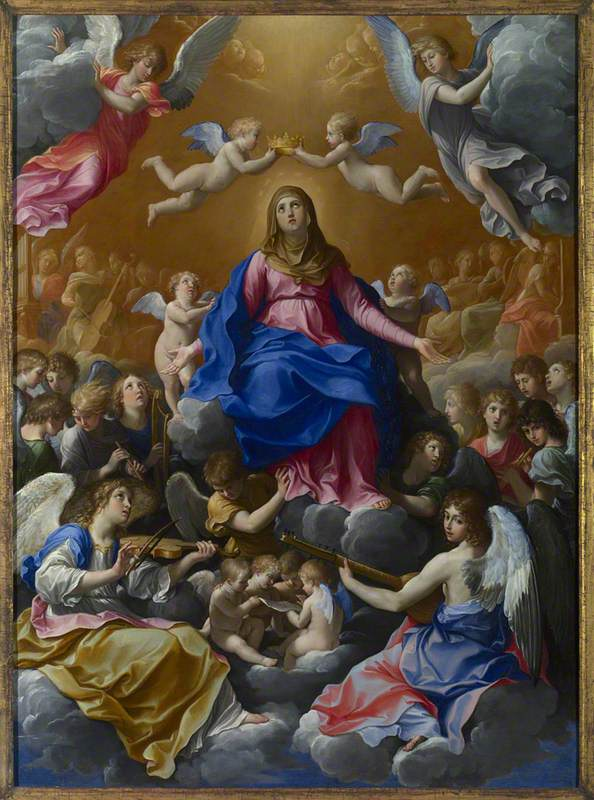
La Coronación de la Virgen, de Guido Reni. Los tres angelitos de la parte inferior-central tal vez sirvieron de modelo a Zurbaran.

## Descripción de la obra
Datos técnicos y registrales
- Madrid, Museo del Prado;[4]
- Pintura al óleo sobre lienzo 194 x 157 cm —194,3 x 157 cm, según el Museo—;
- Fecha de realización: 1656;

- Catalogado por O.Delenda con el número 248 y por Tiziana Frati con el número 1;[5]
- Firmado y fechado en una tarjeta, en el ángulo inferior izquierdo: Franco dezur baran fa/16S6.[6]

### Análisis de la obra
La Virgen niña —sin los habituales símbolos de las letanías— forma una exquisita imagen de candor y sensibilidad, suficiente para expresar la idea eternamente presente en el pensamiento de Dios: «Fui formada en un pasado lejano, antes de que el mundo fuera creado».
La figura de la Inmaculada Concepción, en este lienzo, es la más infantil de todas las pintadas por Zurbarán sobre este tema. Representa a una niña de unos seis o siete años, que pudiera ser María Manuela —nacida en 1650— hija de Zurbarán y de Leonor Tordera, su tercera esposa. Está representada estática y recogida, ante un fondo de brillo solar, con los ojos alzados y las manos cruzadas sobre su pecho. Aparece suspendida entre una nube de angelitos dorados difuminados en el cielo, apoyada sobre una peana de cabecitas de ángeles sin alas, sobre una luna llena.
En la parte inferior no se representa el habitual paisaje sino un friso de putti músicos, que tal vez remitan al versículo: «has hecho que brote la alabanza de labios de los pequeñitos y de los niños de pecho». Zurbarán quizás se inspirara en los grabados de scherzi e giochi diversi de Giacinto Gimignani, aunque los tres putti centrales recuerdan los de las dos versiones de la Coronación de la Virgen de Guido Reni —en el Museo del Prado y en la National Gallery— ya que Zurbarán podría haber conocido la primera de ellas. También es posible que Zurbarán se basara en el grabado Doce niños danzantes de Domenico Campagnola.

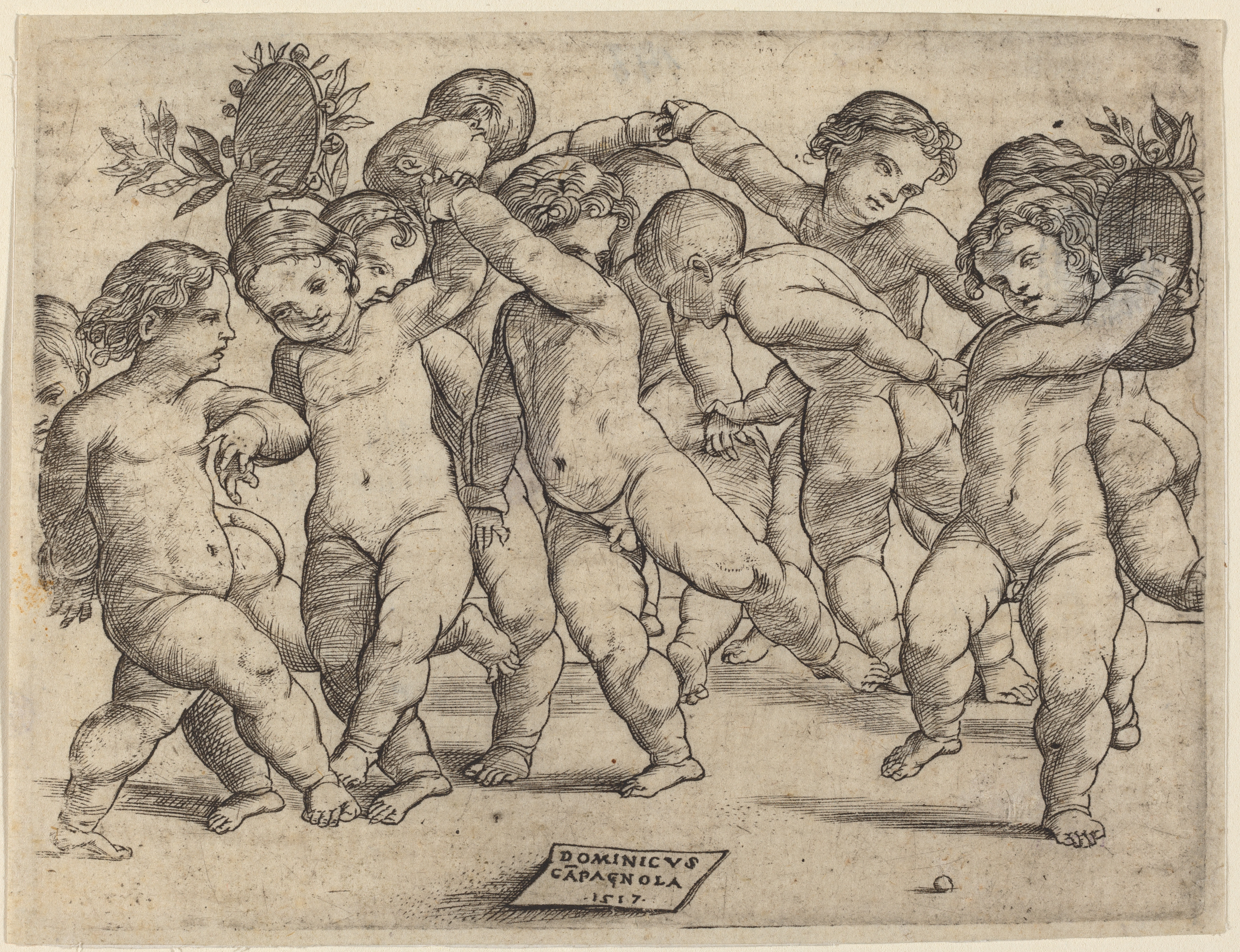
Doce niños danzantes (1517) de Domenico Campagnola

## Procedencia
1. Palacio de Boadilla, siglo XVIII (?);
2. Sevilla, colección del deán Manuel López Cepero desde 1836;
3. Sevilla, colección de Dolores Muñi, viuda de López Cepero;
4. Sevilla, venta López Cepero, 15-30 de mayo de 1860, n° 66;
5. Madrid, colección Fernando Labrada;
6. Bilbao, colección Félix Valdés;[12]
7. Adquirido por Plácido Arango Arias en 1985;
8. Donado por Plácido Arango al Museo del Prado en 2015.[13]